# Ksi2 del Centaure
Ksi² del Centaure (ξ² Cetauri) és un sistema estel·lar de magnitud aparent +4,26 enquadrat a la constel·lació de Centaure. La nova reducció de les dades de paral·laxi del satèl·lit Hipparcos situa a aquest sistema a 467 anys llum del sistema solar. Encara que en el passat se l'ha considerat membre del subgrup «Centaure Inferior-Crux», dins de l'Associació estel·lar de Scorpius-Centaurus, actualment hom pensa que és un estel del «Cinturó de Gould».
La component principal de Ksi² del Centaure és un estel blanc-blavós de la seqüència principal de tipus espectral B1.5V. Amb una temperatura efectiva de 21.000 K, té una lluminositat 2.609 vegades major que la del Sol. Gira sobre si mateixa amb una velocitat de rotació projectada de 25 km/s. La seva massa és aproximadament 7,6 vegades major que la massa solar, per sota del límit a partir del qual els estels acaben esclatant com a supernoves. Aquest estel és, a més, una binària espectroscòpica amb un període de 7,6497 dies, sent l'òrbita moderadament excèntrica (ε = 0,35).
A 25 segons d'arc de Ksi² del Centaure s'hi pot observar un tercer estel de magnitud +9,41 que també forma part del sistema. De tipus espectral F7V, la seva massa és un 21% major que la massa solar. Empra poc més de 41.000 anys a completar una òrbita al voltant de la binària espectroscòpica.